# Valentina Giovagnini
Valentina Giovagnini (6 de abril de 1980 - 2 de enero del 2009) fue una cantante pop italiana, activa entre 2001 y 2009. Nació en Arezzo, Italia. 
Hizo su primera aparición en el Festival de Música de Sanremo (Sección Juvenil) en 2002, viniendo en segundo lugar con la canción "Il passo silenzioso della neve". 
Su primer álbum, "Creatura nuda" (Criatura Desnuda), utiliza instrumentos celtas típicos:, musette de cour, gaita irlandesa, silbato y otros. Fue lanzado en marzo de 2002. 
Giovagnini murió a la edad de 28 en Siena, Italia, debido a un accidente de coche. 
Un segundo disco póstumo titulado "L'amore non ha fine" (El amor no tiene fin), que contiene canciones grabadas durante 2003-2008, y nunca antes publicadas, incluyendo la canción principal de este álbum "L'amore no ha fine" que fue publicado en mayo de 2009.

## Biografía
Hija mayor de Giovanni y Maura Pagliucoli creció en Pozzo della Chiana, una aldea en el municipio de Foiano della Chiana. Se acercó a la música desde muy pequeña, estudió danza y canto, más tarde, el piano y la flauta. Asistió a la escuela de música en Arezzo, donde se graduó y luego se matriculó en la facultad de letras y espectáculo de música, donde explora los temas se reflejan en sus obras posteriores, como el estudio de la cultura medieval y la música celta, conocida y apreciada inmediatamente por el estudio de la tin whistle.
En 1997 conoció a su futuro productor David Pinelli que se iniciará una colaboración fructífera cuatro años después. A ellos se suman el autor Vincenzo Incenzo. En 2001 grabó su primer CD single titulado "Dovevo dire di no", que no es un gran éxito, pero que le permite tener acceso y para superar la selección de la categoría Juvenil del Festival de Sanremo de 2002. Antes del Festival, Valentina participó en la transmisión de Sanremo Giovani interpretando "La prima cosa bella".
En 2002 participó en el Festival de Sanremo con la canción "Il passo silenzioso della neve" (El paso silencioso de la nieve), de Vincenzo Incenzo y Davide Pinelli. Viene en segundo lugar a tan solo 21 puntos en la categoría Juvenil detrás de Anna Tatangelo. La canción ganó el premio a la mejor disposición, también ganó un gran consenso de público y crítica . En las semanas siguientes que alcanzó el lugar decimocuarto en la lista de singles.
El 15 de marzo de ese mismo año lanzó su primer álbum "Creatura Nuda", que contiene canciones compuestas por Vincenzo Incenzo y Davide Pinelli, en algunos casos con la misma Giovagnini. El álbum alcanzó el vigésimo octavo lugar en las listas de ventas y por eso, después de un mes en el Festival de San Remo en San Remo Top. Valentina es premiada como la artista más vendida de la categoría Juvenil. El verano siguiente participa en el Festivalbar con el segundo sencillo "Senza Origine" y, por primera vez, a Girofestival, con "Il passo silenzioso della neve" y "Senza Origine".
En los meses siguientes, provienen prestigiosas nominaciones a Italian Music Awards y el premio Titan - Festival de San Marino, respectivamente, en las categorías de Mejor Artista Nuevo y Mejor Artista Femenina del año. La canción "Creatura Nuda" el tercer sencillo del álbum del mismo nombre, se utiliza en un episodio de la serie de telenovela "Italia Hermosa".
En la final de 2002, Valentina está de vuelta en el estudio de grabación para grabar su segundo álbum, A principios de mayo de 2003 "Non piango più", otro experimento en el que una serie de increíbles introducciones a tiempo de tango argentino, hay sonidos electrónicos y estilo rítmico. Con este único participante por segunda vez como invitada en Girofestival. El lanzamiento de su segundo álbum, programado dentro de poco, bloqueado por problemas derivados con la disminución de la inversión en el mercado de la música italiana. 
En verano del 2004, participa otra vez como invitada en "Girofestival", donde presenta "Mi Fai Vivere" y "Dovevo dire di no", del primer álbum "Creatura Nuda"
A pesar de la dificultad de volver al mercado de la música y de las ediciones excluidas, 2003 (Con "L'amore non ha fine), 2004 (con L'attesa Infinita) , 2005 (con Inimmaginabile) y 2008 (con Sonnambula) en el Festival Sanremo, Valentina continuaba dando shows en vivo (ha organizado 8 tours entre el 2002 y 2008)
El 15 de noviembre del 2008, como invitada el sábado y domingo en RAI 1 Village, Valentina dice estar trabajando para el lanzamiento de un nuevo álbum.

### Muerte
El 2 de enero de 2009, la cantante fue ingresada en el hospital de Siena Le Scotte en estado crítico debido a un accidente de tráfico a las 15:30 entre Pozzo della Chiana y Foiano della Chiana, cerca de la aldea de Santa Luce: Giovagnini estaba al volante de su Nissan Micra K12 cuando se salió de la carretera volcando contra un árbol y poner fin a su carrera en el medio de un campo.
Valentina murió esa misma noche durante una cirugía.
El funeral, al que asistieron más de dos mil personas fueron cabo el 4 de enero de 2009 en la iglesia parroquial de Pozzo della Chiana.

### La asociación Onlus en su nombre
En 2009, poco después de su terrible muerte, se creó una asociación sin ánimo de lucro fundada en su memoria llamada "Valentina Giovagnini Onlus" La asociación está dirigida por la familia de Valentina, tiene como objetivo honrar y mantener viva la memoria de la cantante a través de proyectos sociales y obras de caridad.

### L'amore non ha fine - el álbum póstumo
El 15 de mayo de 2009, cuatro meses después de la repentina muerte, fue publicado póstumamente el segundo y último álbum de Valentina, simbólicamente titulado "L'amore Non Ha Fine" del sello discográfico, Edel. Elegido como el primer single es la canción del mismo nombre que se hizo un video. El lanzamiento del álbum, que contiene 12 temas grabados entre 2003 y 2008 más 2 ghost-tracks, fue fuertemente apoyada por la familia de la artista y los ingresos de ventas van a financiar la asociación Onlus, dedicada a su memoria. 
En el mismo año la Asociación "Valentina Giovagnini Onlus" establece el premio "Valentina Giovagnini", un concurso de canto para las nuevas voces que se celebra cada año a principios de septiembre en Pozzo della Chiana. 
Las canciones "Il Passo Silenzioso Della Neve" y "Voglio questo che sento" (grabado en 2003 y más tarde incluido en el álbum "L'amore non ha fine") fueron insertados por el director Gianfrancesco Lazotti en la película de 2010 "Dalla vita in poi".

### Valentina Giovagnini, tra vita e sogno - el libro
El 6 de abril del 2012 sale en todas las librerías el libro "Valentina Giovagnini - tra vita e sogno", escrito por Vincenzo Incenzo, el autor de sus canciones, y cuenta la historia de Valentina a través de los testimonios de familiares, amigos y fanes de la cantante. El libro también contiene poemas inéditos escritos por la propia artista.

### Premio Valentina Giovagnini
Cada año en Pozzo della Chiana, se lleva a cabo el premio "Valentina Giovagnini", concurso de canto para jóvenes de resonancia nacional emergente.

### Benedetta Giovagnini
Entre 2011 y 2012, su hermana, Benedetta Giovagnini (Arezzo, 26 de marzo de 1983) participa en Sanremo concurso Social que le permite aplicar en el Festival de Sanremo de 2012, con la canción "Gennaio", dedicado a Valentina, también la creación de un vídeo. La canción resulta ser uno de los 30 más votados en Facebook: se llamaba entonces a actuar frente a la comisión artística presidida por Gianni Morandi, pero no fue elegida. El 20 de febrero de 2012, la canción fue lanzada en iTunes. En noviembre de 2012 lanzó un nuevo single "Per la vita" que se publicó en iTunes.

## Discografía

### Álbumes
- 2002 - Creatura nuda"
- 2009 - L'amore non ha fine"

### Sencillos
- 2001 - Dovevo dire di no (promo)
- 2002 - Il passo silenzioso della neve
- 2002 - Senza origine (promo)
- 2002 - Creatura nuda (promo)
- 2005 - Non piango più
- 2009 - L'amore non ha fine (promo)